# Станіслав Лоботка
Станіслав Лоботка (словац. Stanislav Lobotka, нар. 25 листопада 1994, Тренчин) — словацький футболіст, півзахисник італійського «Наполі» та національної збірної Словаччини. Футболіст року в Словаччині (2024).

## Клубна кар'єра
Народився 25 листопада 1994 року в місті Тренчин. Вихованець футбольної школи клубу «Тренчин». Дорослу футбольну кар'єру розпочав 2011 року в основній команді того ж клубу, в якій провів чотири сезони, взявши участь у 74 матчах чемпіонату. 
Протягом 2013—2014 років захищав кольори команди клубу на правах оренди «Йонг Аякс».
Своєю грою за останню команду привернув увагу представників тренерського штабу клубу «Норшелланн», до складу якого приєднався 2015 року. Відіграв за команду з Фарума наступні два сезони своєї ігрової кар'єри. Більшість часу, проведеного у складі «Норшелланна», був основним гравцем команди.
До складу клубу «Сельта Віго» приєднався 2017 року. За два з половиною сезони відіграв за клуб з Віго 90 матчів в усіх турнірах.
15 січня 2020 року за 20 млн євро (плюс можливі 4 млн євро як бонуси) перейшов до італійського «Наполі».

## Виступи за збірні
2011 року дебютував у складі юнацької збірної Словаччини, взяв участь у 9 іграх на юнацькому рівні, відзначившись 2 забитими голами.
Протягом 2013–2017 років залучався до складу молодіжної збірної Словаччини. На молодіжному рівні зіграв у 27 офіційних матчах, забив 2 голи.
2016 року дебютував в офіційних матчах у складі національної збірної Словаччини. З осені наступного року став гравцем основного складу національної команди.
| Дата       | Місто      | Господарі   | Результат | Гості       | Турнір                               | Голи | Примітки |
| ---------- | ---------- | ----------- | --------- | ----------- | ------------------------------------ | ---- | -------- |
| 15-11-2016 | Відень     | Австрія     | 0 – 0     | Словаччина  | товариський матч                     | -    | 46'      |
| 1-9-2017   | Трнава     | Словаччина  | 1 – 0     | Словенія    | Відбір до ЧС 2018                    | -    |          |
| 4-9-2017   | Лондон     | Англія      | 2 – 1     | Словаччина  | Відбір до ЧС 2018                    | 1    |          |
| 5-10-2017  | Глазго     | Шотландія   | 1 – 0     | Словаччина  | Відбір до ЧС 2018                    | -    |          |
| 8-10-2017  | Трнава     | Словаччина  | 3 – 0     | Мальта      | Відбір до ЧС 2018                    | -    |          |
| 10-11-2017 | Львів      | Україна     | 2 – 1     | Словаччина  | товариський матч                     | -    | 46'      |
| 14-11-2017 | Трнава     | Словаччина  | 1 – 0     | Норвегія    | товариський матч                     | 1    |          |
| 22-3-2018  | Бангкок    | ОАЕ         | 1 – 2     | Словаччина  | товариський матч                     | -    |          |
| 25-3-2018  | Бангкок    | Таїланд     | 2 – 3     | Словаччина  | товариський матч                     | -    | 61'      |
| 31-5-2018  | Трнава     | Словаччина  | 1 – 1     | Нідерланди  | товариський матч                     | -    |          |
| 4-6-2018   | Лансі      | Словаччина  | 1 – 2     | Марокко     | товариський матч                     | -    | 58'      |
| 9-9-2018   | Львів      | Україна     | 1 – 0     | Словаччина  | Ліга націй УЄФА 2018-2019 - 1-й етап | -    |          |
| 13-10-2018 | Трнава     | Словаччина  | 1 – 2     | Чехія       | Ліга націй УЄФА 2018-2019 - 1-й етап | -    |          |
| 16-10-2018 | Стокгольм  | Швеція      | 1 – 1     | Словаччина  | товариський матч                     | -    | 56'      |
| 21-3-2019  | Трнава     | Словаччина  | 2 – 0     | Угорщина    | Відбір до ЧЄ 2020                    | -    |          |
| 24-3-2019  | Кардіфф    | Уельс       | 1 – 0     | Словаччина  | Відбір до ЧЄ 2020                    | -    | 41'      |
| 11-6-2019  | Баку       | Азербайджан | 1 – 5     | Словаччина  | Відбір до ЧЄ 2020                    | 1    | 84'      |
| 6-9-2019   | Братислава | Словаччина  | 0 – 4     | Хорватія    | Відбір до ЧЄ 2020                    | -    |          |
| 9-9-2019   | Будапешт   | Угорщина    | 1 – 2     | Словаччина  | Відбір до ЧЄ 2020                    | -    |          |
| 10-10-2019 | Трнава     | Словаччина  | 1 – 1     | Уельс       | Відбір до ЧЄ 2020                    | -    |          |
| 16-11-2019 | Рієка      | Хорватія    | 3 – 1     | Словаччина  | Відбір до ЧЄ 2020                    | -    |          |
| 19-11-2019 | Трнава     | Словаччина  | 2 – 0     | Азербайджан | Відбір до ЧЄ 2020                    | -    |          |
| 4-9-2020   | Братислава | Словаччина  | 1 – 3     | Чехія       | Ліга націй УЄФА 2020-2021 - 1-й етап | -    |          |
| 7-9-2020   | Нетанья    | Ізраїль     | 1 – 1     | Словаччина  | Ліга націй УЄФА 2020-2021 - 1-й етап | -    |          |
| Усього     |            | Матчів      | 24        |             | Голів                                | 3    |          |

## Титули і досягнення
- Чемпіон Словаччини (1):

«Тренчин»: 2014-15
- Володар Кубка Словаччини (1):

«Тренчин»: 2013-14
- Чемпіон Італії (2):

«Наполі»: 2022-23, 2024-25
- Володар Кубка Італії (1):

«Наполі»: 2019-20
Особисті
- Футболіст року в Словаччині: 2024[4]